# بدر بانون
بدر بانون (مواليد 30 سبتمبر 1993 في الدار البيضاء)، هو لاعب كرة قدم مغربي يلعب رفقة فريق نادي قطر القطري و‌منتخب المغرب لكرة القدم في مركز قلب الدفاع.

## المسيرة الكروية

### مع النوادي
ولد بدر في الدار البيضاء، وسرعان ما التحق بالمدرسة التابعة للرجاء الرياضي، نادي الشعب وفريقه المفضل منذ نعومة أظافره، حيث سيعرف نجاحا كبيرا مع مختلف الفئات السنية والمنتخب المغربي الأولمبي فقد كان محظوظا بالتواجد مع جيل من الشباب سيطر على كل منافسات الأمل على المستوى الوطني.
انضم سنة 2012 وفي وقت مبكر من مسيرته الكروية إلى الفريق الأول لالرجاء البيضاوي لكن تزامن انضمامه مع فترة أوج في تاريخ الرجاء سنوات 2012 و 2013، هذا العامل جعل بانون يضطر للذهاب على سبيل الإعارة لمجموعة من الأندية بهدف اكتساب المزيد من التجربة في البطولة الوطنية ولعب بانون في تجربته الثانية كمعار لنهضة بركان وفي هذا الفريق سيجلب بدر لنفسه الأضواء والأنظار، وبالتالي سيعود بانون لفريقه الأم ولن يواجه صعوبة كبيرة في الاندماج فقد تمكن بسرعة من الانقضاض على الرسمية متفوقا على زميله المخضرم محمد أولحاج.
في موسمه الثاني تحت إشراف المدرب محمد فاخر سينجح دفاع الرجاء على أن يكون ثاني أقوى دفاع بالدوري وذلك راجع بالأساس إلى الثنائية التي شكلها بدر بانون مع جواد الياميق. وفي السنة 2017، سيتوج بدر مع نادي النسور الخضر بكأس العرش على حساب الدفاع الحسني الجديدي. السنة الموالية وبعد أن
حصل على رسمية لا نقاش فيها في مركز الدفاع وبعد رحيل عصام الراقي تمكن من أخد شارة القيادة ليصبح أصغر قائد الرجاء البيضاوي في سن 24 سنة فقط.
خلال الديربي بين الرجاء وغريمه الوداد، في مباراة الذهاب وبينما كان اللقاء بين الإخوة الأعداء يسير إلى التعادل بهدف لمثله، نجح بانون في الارتقاء عاليا فوق الجميع وتسجيل هدف حاسم في الدقيقة 88. أما مباراة الإياب فقد عرفت مستوى ضعيف من الرجاء الذي كان منهزما إلى غاية صعود المنقد بدر بانون الذي أسكن الكرة الشباك مرة أخرى في اللحظات الأخيرة عن رأسية متقنة. لكن القاسم المشترك بين الهدفين تسجيلهما في الدقيقة 88، ولهذا السبب أصبحت جماهير الرجاء تلقب بانون ب88.

### مع المنتخب
شارك بدر بانون ما يقارب الأربعين مباراة مع مختلف منتخبات الفئات السنية للمنتخب المغربي فتوج مع منتخب المغرب الأولمبي وصيفا في دورة تولون الدولية نسخة 2015 وذهبية ألعاب البحر المتوسط وفضية الألعاب الفرانكوفونية للدول الناطقة بالفرنسية.
في 2 أكتوبر، تمت المناداة على بدر بانون من قبل المدرب الفرنسي هيرفي رونار ليحل محل جواد الياميق وذلك في ضوء مباراة لحساب تصفيات كأس العالم 2018 المقامة في روسيا حيث شارك أمام المنتخب الغابوني وذلك بتاريخ 7 تشرين الأول/أكتوبر عام 2017، خين دخل كبديل للمدافع المهدي بن عطية بحلول الدقيقة الحادية والثمانون لتكون بذلك تلك انطلاقته الرسمية مع أسود الأطلس. وبعد أيام قليلة، تحديدا في 12 تشرين الأول/أكتوبر، قام الناخب الوطني هيرفيه باستدعائه مجددا لكن هذه المرة للمشاركة في مباراة ودية ضد كوريا الجنوبية والتي أُقيمت في سويسرا (فاز فيها المغرب بـ 1-3).
موازاة مع مشاركته مع المنتخب الأول شارك بدر بانون مع منتخب المغرب للمحليين في مجموعة من اللقاءات كما نال شرف أن يكون عميد هذا المنتخب من المدرب جمال السلامي على الرغم من وجود لاعبين بتجربة أكبر. وفي سنة 2018، تأهل منتخب المغرب لبطولة أمم أفريقيا للمحليين على حساب منتخب مصر. ثم تمكن بدر من قيادة النخبة الوطنية للفوز بلقب هذه الدورة التي نظمت بالمغرب وذلك بعد اكتساح منتخب نيجيريا وتكلف بانون برفع الكأس من يدي ولي العهد الأمير المولى الحسن.

## المباريات الوطنية
| # | التاريخ        | الملعب              | الخصم          | النتيجة | المنافسة          |
| - | -------------- | ------------------- | -------------- | ------- | ----------------- |
| 1 | 7 أكتوبر 2017  | محمد الخامس، المغرب | الغابون        | 0 – 3   | تصفيات كأس العالم |
| 2 | 10 أكتوبر 2017 | تيسوت أرينا، سويسرا | كوريا الجنوبية | 1 – 3   | مباراة ودية       |

## الإنجازات والألقاب

### مع النوادي
الأهلي المصري (4)
- كأس مصر : 2020
- دوري أبطال أفريقيا : 2020–21
- كأس السوبر الأفريقي : 2020، 2021

 الرجاء الرياضي (5)
- البطولة الوطنية المغربية : 2013، 2020
- كأس العرش : 2017
- كأس الكونفيدرالية الأفريقية : 2018
- كأس السوبر الأفريقي : 2019

### مع المنتخب
المغرب (1)
- بطولة أمم أفريقيا للمحليين : 2018
- كأس العالم مركز الرابع : 2022

### الفردية
- لاعب العام في نادي الرجاء الرياضي موسم : 2017
- أحسن مدافع في البطولة المغربية موسم 2017/2018.
- ضمن التشكيلة الأساسية لكأس أفريقيا للمحليين 2018.

## روابط خارجية
- بدر بانون على موقع قاعدة بيانات كرة القدم.إي يو (الإنجليزية)
- بدر بانون على موقع ليكيب (الفرنسية)
- بدر بانون على موقع ناشيونال فوتبول تيمز (الإنجليزية)
- بدر بانون على موقع Soccerway.com (الإنجليزية)
- بدر بانون على موقع عالم كرة القدم.نت (الإنجليزية)